# Gostei
Gostei é uma localidade portuguesa sede da Freguesia de Gostei do Município de Bragança, freguesia com 25,62 km² de área e 397 habitantes (censo de 2021), tendo, por isso, uma densidade populacional de 15,5 hab./km².

## Geografia
A Freguesia de Gostei é constituída pelas aldeias de Castanheira, Formil e Gostei. A aldeia de Gostei foi vila e sede do antigo concelho de Gostei, Formil e Castanheira. Teve foral em 1289 e foi extinto no início do século XIX. Tinha apenas uma freguesia e, em 1801, 290 habitantes.

## Demografia
A população registada nos censos foi:
| Distribuição da População por Grupos Etários | Distribuição da População por Grupos Etários | Distribuição da População por Grupos Etários | Distribuição da População por Grupos Etários | Distribuição da População por Grupos Etários |
| -------------------------------------------- | -------------------------------------------- | -------------------------------------------- | -------------------------------------------- | -------------------------------------------- |
| Ano                                          | 0-14 Anos                                    | 15-24 Anos                                   | 25-64 Anos                                   | > 65 Anos                                    |
| 2001                                         | 36                                           | 61                                           | 219                                          | 96                                           |
| 2011                                         | 47                                           | 29                                           | 221                                          | 128                                          |
| 2021                                         | 38                                           | 43                                           | 188                                          | 128                                          |

## Património
- Pelourinho de Gostei